# Alia (Olaszország)
Alia település Olaszországban, Szicília régióban, Palermo megyében. Lakosainak száma 3305 fő (2023. január 1.). Alia Caccamo, Castronovo di Sicilia, Montemaggiore Belsito, Sclafani Bagni, Caltavuturo, Valledolmo és Roccapalumba községekkel határos.

## Népesség
A település népességének változása:
| Lakosok száma | 3581 | 3528 | 3305 |
|               | 2017 | 2018 | 2023 |